# Overlook Film Festival
L'Overlook Film Festival és un festival de cinema anual que es du a terme cada mes de maig i presenta pel·lícules de terror i presentacions en viu. L'esdeveniment inaugural va tenir lloc a Oregon el 2017. Des de 2018, el festival es du a terme a Nova Orleans.